# Fiamma Nirenstein
Fiamma Nirenstein (Firenze, 18 dicembre 1945) è una giornalista, scrittrice e politica italiana naturalizzata israeliana.
È consulente del governo di Israele sulla lotta all'antisemitismo, senior fellow del Jerusalem Center for Security and Foreign Affairs, un think tank israeliano, e scrive per Jewish News Syndicate.

## Biografia
Fiamma Nirenstein è figlia di Alberto Nirenstein, scrittore e storico della Shoah, e di Wanda Lattes, giornalista fiorentina del Corriere della Sera e partigiana di Giustizia e Libertà; è sorella di Susanna, giornalista di la Repubblica. Ai genitori il Comune di Firenze ha intitolato un giardino nel 2021.
In una intervista ha affermato di essere nata comunista.

### Carriera giornalistica
Negli anni Sessanta Nirenstein è attiva nei circoli culturali della sinistra fiorentina. Nel 1967 visita Israele, due mesi prima della guerra dei sei giorni, quando i suoi genitori la mandano al kibbutz Neot Mordechai, ai piedi delle alture del Golan, dove Fiamma assiste al conflitto. Rientrata in Italia, inizia a distaccarsi dal movimento di sinistra, che ritiene Israele un paese occupante.
Laureata in storia moderna all'Università di Firenze, fonda il mensile femminista Rosa e inizia a lavorare nel 1976 come giornalista per Paese Sera. L'anno successivo viene spostata a Roma per seguire il movimento del '77, a cui non lesina critiche. Scrive quindi per i principali settimanali: L'Espresso, Panorama, L'Europeo ed Epoca, di cui è stata brevemente corrispondente dagli Stati Uniti e per cui ha scoperto il passato nazista del presidente austriaco Kurt Waldheim. Lavora in televisione insieme a Gianni Minoli.
A fine anni Ottanta segue la transizione democratica dei paesi europei post-comunisti.
Nello stesso periodo compie il primo viaggio di lavoro in Israele, a seguito del quale vi ritorna per un lungo periodo nel 1992.
Dal 1993 al 1994 è stata direttrice dell'Istituto Italiano di Cultura a Tel Aviv. A seguito dell'assassinio di Rabin decide di restare nel paese come corrispondente. A tale riguardò affermò che “ogni ebreo nel mondo è un israeliano, anche se non ne è consapevole. Tutti coloro che non lo riconoscono fanno un grande sbaglio”.
Si è quindi trasferita a Gerusalemme, lavorando come inviata dal Medio Oriente prima per il quotidiano La Stampa e poi, dal dicembre 2006, per il quotidiano Il Giornale.
Nel 2005 ha ideato e condotto il programma di politica estera su Rai 2 Ore diciotto/Mondo. Nel 2006, insieme a Toni Capuozzo e Magdi Allam, ha gestito il programma televisivo di Canale 5 Orient Express. Tiene la rubrica radiofonica Il medioriente visto da Gerusalemme su Radio Radicale.
Ha scritto diciassette libri in italiano e tredici in inglese.

### Carriera politica
Alle elezioni politiche del 2008 Nirenstein è stata eletta, quale candidata del Popolo della Libertà, nella circoscrizione Liguria. Il quotidiano progressista israeliano Ha’aretz l'ha definita "la prima “colona” a divenire membro di un parlamento non israeliano".
Nirenstein è stata anche vicepresidente della Commissione Affari Esteri e Comunitari della Camera dei Deputati nella XVI Legislatura. È cessata dal mandato parlamentare il 14 marzo 2013.
Nella politica israeliana Nirenstein è considerata laica e conservatrice ed è una sostenitrice del diritto di Israele all’autodifesa; chiede come passo preliminare alla pace che i paesi arabi riconoscano Israele, e si oppone ad ogni negoziato con Hamas.
Dal dicembre 2008 è tra i sei membri del direttivo della Coalizione Interparlamentare per Combattere l'Antisemitismo (ICCA). Ha fondato la Commissione d'inchiesta sull'antisemitismo del Parlamento Italiano e ha creato la commissione Interparlamentare Italia-Israele. Nel 2009 l'intero direttivo dell'ICCA è premiato alla Knesset, il Parlamento israeliano.
Nel 2010 Nirenstein è anche uno dei membri fondatori della Friends of Israel Initiative, presieduta dall'ex premier spagnolo José María Aznar, per il cui impegno viene premiata a New York nell'aprile 2011 dall'organizzazione CAMERA con l'EMET Award insieme al diplomatico statunitense John Robert Bolton e allo stesso José María Aznar. 
Nirenstein è anche membro dell'International Forum against Anti-Semitism di Natan Sharansky e ha lanciato il gruppo "European Friends of Israel" (EFI).
Nel 2011 è eletta all'unanimità presidente del Consiglio Internazionale dei Parlamentari Ebrei (ICJP). Sempre nel 2011 è inserita nella lista annuale del Jerusalem Post dei "50 ebrei più influenti del mondo".
Nirenstein fa inoltre parte di numerosi centri studio e fondazioni ed è Senior Fellow del think tank israeliano Jerusalem Center for Security and Foreign Affairs (JCFA).
Nel 2012, durante l'offensiva israeliana "Colonna di Nuvole" contro Gaza, affermò che chi non vedeva quell'atto come semplice "autodifesa e sopravvivenza di Israele" era in malafede.

### Aliyah
Avendo fatto l'aliyah nel 2015, ha sia la cittadinanza italiana che quella israeliana.

### Candidatura alla Comunità ebraica di Roma
Nel luglio 2015 si è presentata alle elezioni per il Consiglio della Comunità ebraica di Roma. La sua lista "Israele siamo noi" ha raccolto il 22,95% delle preferenze, poco più della metà della lista "Per Israele" di Ruth Dureghello, eletta poi presidente. Alle urne si è recato il 36,1% dei 10.885 aventi diritto.

### Nomina ad ambasciatrice israeliana a Roma
Il 10 agosto 2015 Nirenstein è stata designata, dal primo ministro (e ministro degli affari esteri) israeliano Benjamin Netanyahu, quale ambasciatore di Israele a Roma presso i governi italiano e sanmarinese a partire dal 2016. La comunità ebraica di Roma ha espresso perplessità rispetto alla nomina, poiché essa potrebbe risollevare la questione di una «doppia lealtà» degli ebrei italiani.
Il 10 maggio 2016 Nirenstein annuncia ufficialmente la sua rinuncia all'incarico di ambasciatrice israeliana a Roma.

## Opere
- Il razzista democratico, Milano, Mondadori, 1990. ISBN 88-04-34002-9
- Israele, una pace in guerra, Bologna, Il Mulino, 1996. ISBN 88-15-05564-9
- Come le cinque dita di una mano. Storia di una famiglia di ebrei da Firenze a Gerusalemme, con Alberto, Simona, Susanna e Wanda Nirenstein, Milano, Rizzoli, 1998. ISBN 88-17-85253-8
- I musulmani. Colloquio di Fiamma Nirenstein con Bernard Lewis, Roma, Liberal, 1999.
- Un solo Dio, tre verità. Arabi, ebrei e cristiani: l'enigma della fede. Intervista con Claude Geffre, David Rosen, Mustafa Abu Sway, con Giorgio Montefoschi, Milano, Mondadori, 2001. ISBN 88-04-48838-7
- L'abbandono. Come l'Occidente ha tradito gli ebrei, Milano, Rizzoli, 2002. ISBN 88-17-86955-4
- Islam. La guerra e la speranza. Intervista a Bernard Lewis, Milano, Rizzoli, 2003. ISBN 88-17-87205-9
- Gli antisemiti progressisti. La forma nuova di un odio antico, Milano, Rizzoli, 2004. ISBN 88-17-00198-8
- La sabbia di Gaza. Cronache di uno sgombero forzato, Soveria Mannelli, Rubettino, 2006. ISBN 88-498-1386-4
- Due pesi, due misure. L'informazione su Israele in Italia, et al., Torino, Associazione Italia-Israele, 2007.
- Israele siamo noi, Milano, Rizzoli, 2007. ISBN 978-88-17-01034-4
- A Gerusalemme, Milano, Rizzoli, 2012. ISBN 978-88-17-02450-1
- Il Califfo e l'Ayatollah, Mondadori, 2015 ISBN 9788804656388
- Le 12 bugie su Israele, Il Giornale, 2016
- In Israele, Il Giornale, 2018
- Jewish Lives Matter, Giuntina, 2021 ISBN 9788880579175
- 75 volti dello Stato Ebraico, The Jewish People Policy (Yedioth Books), 2023
- 7 ottobre 2023. Israele brucia, Historica Edizioni, 2024 ISBN 9791281127036
- La guerra antisemita contro l'Occidente, Giubilei Regnani, 2024 ISBN 9791281127043

### In inglese
- Terror, the new anti-Semitism and the war against the West, Smith and Kraus, Hannover, USA 2005 ISBN 9781575253770
- Israel is us - a personal odyssey to a journalist's understanding of the Middle East, JCPA ed., 2009
- Lessons from Israel's Response to Terrorism, Jerusalem Center for Public Affairs, 2017 ISBN 9789652181367
- The Caliph and the Ayatollah: Our world under siege, ISGAP, 2018 ISBN 9781717089526
- Mission Impossible Repairing the Ties between Europe and Israel, Jerusalem Center for Public Affairs, 2018 ISBN 9789652181466
- The Migration Wave into Europe: An Existential Dilemma, Jerusalem Center for Public Affairs, 2019
- A Never-ending Struggle: Challenging Anti-Semitism and Anti-Zionism in Israelophobia and the West: The Hijacking of Civil Discourse on Israel and How to Rescue It in, a cura di Dan Diker, Jerusalem Center for Public Affairs, 2020
- Double Message, Double Standard: Institutions Abandoning the IHRA Definition of Anti-Semitism Court Danger, Jerusalem Center for Public Affairs, 2021
- Jewish Lives Matter: Human Rights and Anti-Semitism,  Jerusalem Center for Public Affairs, 2022
- 75 Faces of the Jewish State project,The Jewish People Policy (Yedioth Books), 2023
- The 10 Lies about Israel, Jerusalem Center for Security and Foreign Affairs (JCFA), 2024
- October 7th: antisemitism and the war on the West, Jerusalem Center for Security and Foreign Affairs (JCFA), 2024
- The barbarians at the gates of Israel, Jerusalem Center for Security and Foreign Affairs (JCFA), 2024

## Premi
- Premio Giornalistico Europa – Giornalista del Mese, La Stampa, 1995
- Premio Fregene 24ª ed. – Riconoscimento per il Giornalismo con il libro “L'Abbandono”, 2002[24]
- Premio Ornella Geraldini, “Donne per il Giornalismo” – Premio alla Carriera, 2002
- Premio Irina Alberti – per il libro “L'Abbandono”, 2002[25]
- Premio Letterario Casentino – Premio d'Onore al Giornalismo, 2002
- Premio Capalbio – Politica Internazionale, 2002
- Diplome de Livre d'Or, Keren Kayemet le-Israel, 2003
- Premio Ischia Internazionale di Giornalismo – Premio Giornalista dell'Anno per la Carta Stampata, 2005[26]
- XIII Premio Internazionale di saggistica “Salvatore Valitutti”, 2006
- Premio Ornella Geraldini, “Donne per il Giornalismo” – Premio alla Carriera, 2002
- Emet Award, 2011[27]